# Aleksandr Xuixemoin
Aleksandr Aleksàndrovitx Xuixemoin (en rus: Александр Александрович Шушемоин) (Petropavl, província del Kazakhstan Septentrional, 23 de febrer de 1987) és un ciclista kazakh. Professional des del 2008, actualment a l'equip Attaque Team Gusto.

## Palmarès
- 2006
  - Vencedor d'una etapa al Way to Pekin
- 2015
  - Vencedor d'una etapa al Tour de l'Iran